# Rzakta
Rzakta (prononciation : [ˈʐakta]) est un village polonais de la gmina de Wiązowna dans le powiat d'Otwock de la voïvodie de Mazovie dans le centre-est de la Pologne.
Il se situe à environ 10 kilomètres à l'est de Wiązowna (siège de la gmina), 13 kilomètres à l'est d'Otwock (siège du powiat) et à 33 kilomètres à l'est de la capitale Varsovie.

## Histoire
De 1975 à 1998, le village appartenait administrativement à la voïvodie de Varsovie.